# Stara Varoš (Podgorica)

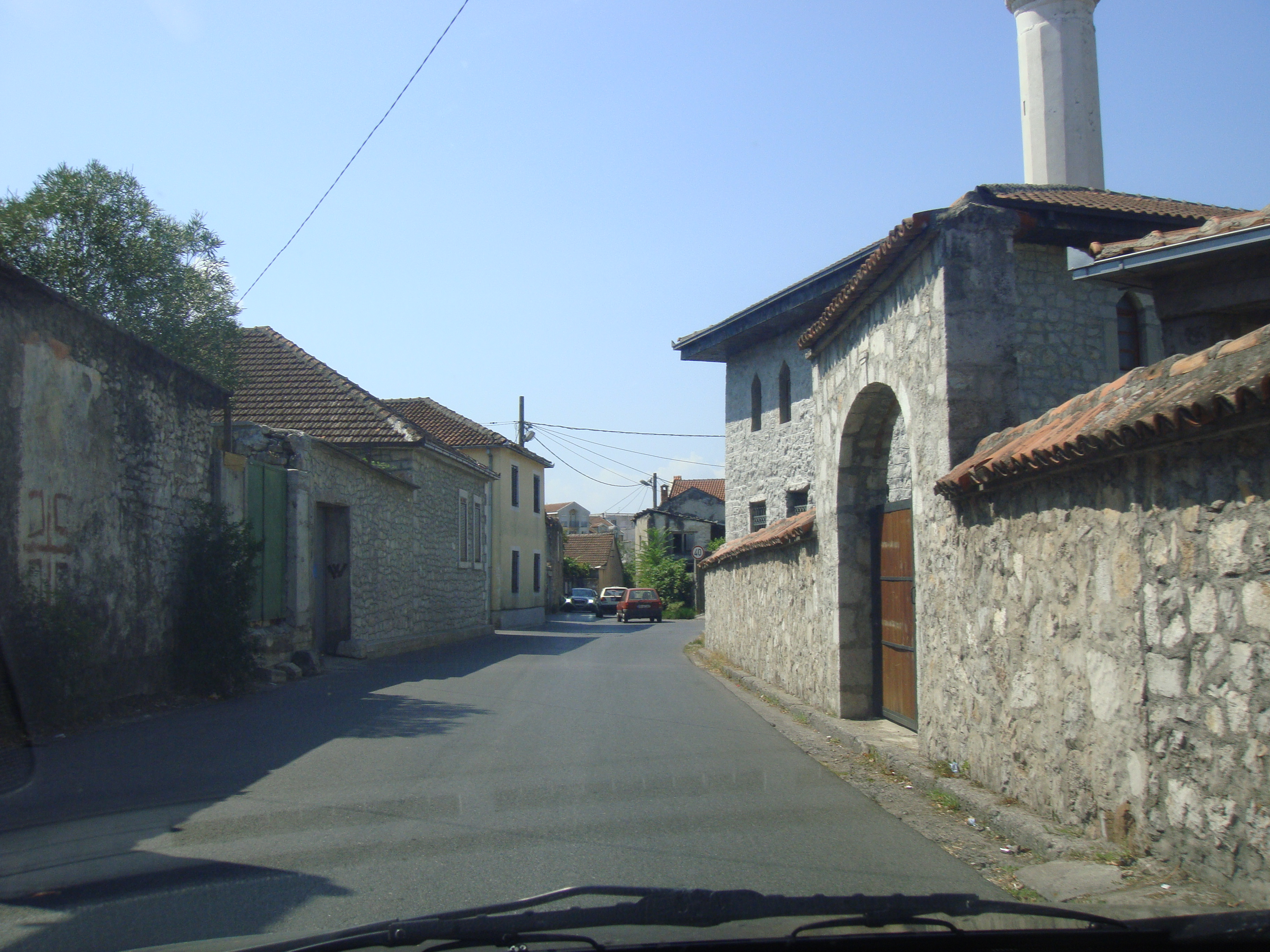
Jedna z ulic dzielnicy z typową dla niej architekturą

Stara Varoš – dzielnica Podgoricy, położona nad brzegami Ribnicy i Moračy. Najstarsza z dzielnic miasta, przetrwały w niej zabytki architektury tureckiej i muzułmańskiej, chociaż zawsze miała ona charakter wieloetniczny i wielowyznaniowy.

## Historia i opis
W okresie, gdy Podgorica należała do Imperium Osmańskiego, była to centralna dzielnica miasta. Charakteryzują ją wąskie, kręte ulice i niska zabudowa mieszkalna. Podczas bombardowania Podgoricy w czasie II wojny światowej jej część została zniszczona.

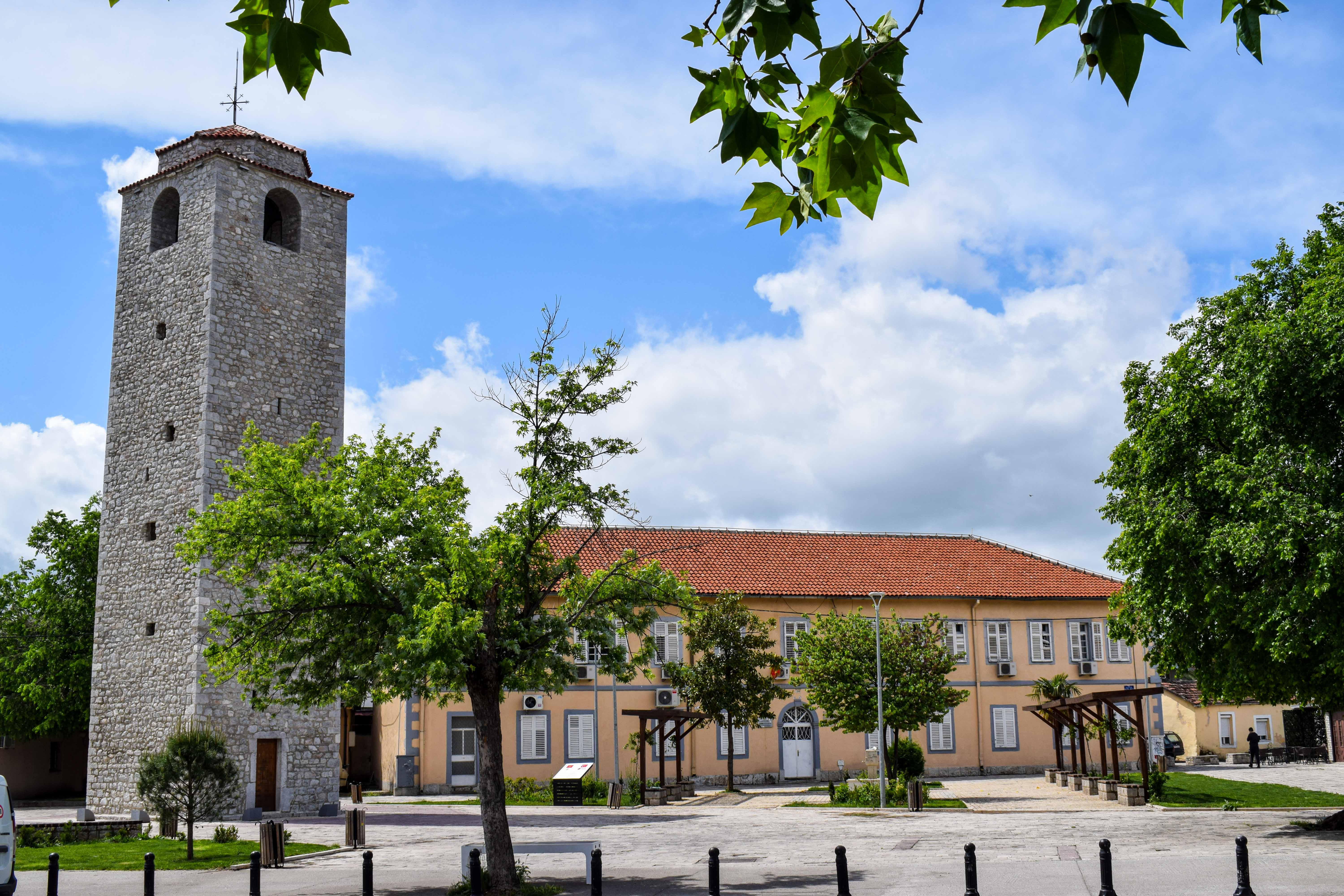
Wieża zegarowa i muzeum

Na terenie dzielnicy znajduje się wzniesiona w XVII w. wieża zegarowa, turecka łaźnia (hamam) oraz dwa meczety: XV-wieczny meczet Skendera Čauša (Starodoganjski) oraz meczet Osmanagicia z XVIII wieku. Również w jej obrębie znajduje się najstarszy dom w Podgoricy, tzw. čardak Krpuljevicia, który według różnych źródeł powstał w XVI, na pocz. XVII w. lub w 1826 r. W dzielnicy znajdują się również inne zabytkowe domy mieszkalne z XIX w. Malowniczy widok na dzielnicę roztacza się z mostu na Moračy. W miejscu zbiegu dwóch rzek, na brzegu, wznosiła się natomiast twierdza Ribnica, zbudowana przez Turków po podboju Podgoricy; pozostały z niej jedynie ruiny.  